# 蘭氏軟雀鯛
蘭氏軟雀鯛，為輻鰭魚綱鱸形目鱸亞目擬雀鯛科的其中一種，分布於西印度洋模里西斯海域，深度7-18公尺，體長可達3.5公分，為熱帶海水魚，棲息在珊瑚礁水域，生活習性不明。

## 擴展閱讀
維基物種上的相關：蘭氏軟雀鯛